# Campo Número Ciento Ocho
Campo Número Ciento Ocho är en ort i Mexiko.   Den ligger i kommunen Cuauhtémoc och delstaten Chihuahua, i den nordvästra delen av landet, 1 300 km nordväst om huvudstaden Mexico City. Campo Número Ciento Ocho ligger 2 008 meter över havet och antalet invånare är 128.
Terrängen runt Campo Número Ciento Ocho är platt åt nordost, men åt sydväst är den kuperad. Runt Campo Número Ciento Ocho är det ganska glesbefolkat, med 43 invånare per kvadratkilometer. Närmaste större samhälle är Campo Número Diez, 8,0 km nordost om Campo Número Ciento Ocho. Trakten runt Campo Número Ciento Ocho består till största delen av jordbruksmark.